# Eurhadina maculata
Eurhadina maculata är en insektsart som beskrevs av Irena Dworakowska 1969. Eurhadina maculata ingår i släktet Eurhadina och familjen dvärgstritar.
Artens utbredningsområde är Vietnam. Inga underarter finns listade i Catalogue of Life.